# توماس دينيس
توماس دينيس (بالفرنسية: Thomas Denis)‏ هو دراج فرنسي، ولد في 18 يوليو 1997 في Bignan ‏ في فرنسا.

## وصلات خارجية
- توماس دينيس على موقع الاتحاد الدولي للدراجات (الإنجليزية)
- توماس دينيس على موقع أرشيف الدراجات (الإنجليزية)
- توماس دينيس على موقع إحصائيات الدراجات الإحترافية (الإنجليزية)
- توماس دينيس على موقع نسبة الدراجات (الإنجليزية)
- توماس دينيس على موقع CycleBase (الإنجليزية)